# طوماش غالو
طوماش غالو (بالسلوفاكية: Tomáš Galo)‏ هو لاعب كرة قدم سلوفاكي في مركز الوسط، ولد في 6 ديسمبر 1996 في سلوفاكيا. لعب مع نادي بودبريزوفا.

## وصلات خارجية
- طوماش غالو على موقع قاعدة بيانات كرة القدم.إي يو (الإنجليزية)
- طوماش غالو على موقع Soccerway.com (الإنجليزية)